# Сахатова, Гульнара Баяхметовна
Гульнара Баяхметовна Сахатова (род. 24 апреля 1963, Алма-Ата) — казахская, а затем английская шахматистка, международный мастер (1985) среди женщин. Старшая сестра Эльвиры Сахатовой-Беренд (19.09.1965), первой казашки — гроссмейстера среди женщин (1994), ныне проживающей в Люксембурге.
Участница Всесоюзного турнира в Таллине (1984) — 3-е место и чемпионатов СССР (1984—1987); лучший результат — 5-е место (1985). Победительница чемпионата ВС СССР (1986). Зональный турнир ФИДЕ в Чернигове (1985) — 5—7-е место (по результатам дополнительных соревнования получила право участия в межзональном турнире). Межзональный турнир в Гаване (1985) — 6—7-е места, в Тузле (1987) — 5-е место. Лучшие результаты в других международных соревнованиях: Таллин (1986) — 1-е; Пловдив (1986) — 3-е; Алма-Ата (1987) — 5—6-е места.
В 1992 году впервые выступила в составе сборной независимого Казахстана (жмм Гульнара Сахатова — 2365, жмм Флюра Ускова — 2275, Эльвира Сахатова и Ляззат Тажиева — по 2190) на 30-й шахматной Олимпиаде в Маниле (Филиппины). Дебютанты заняли почётное 8 место среди 64 команд.